# Noeleen Heyzer

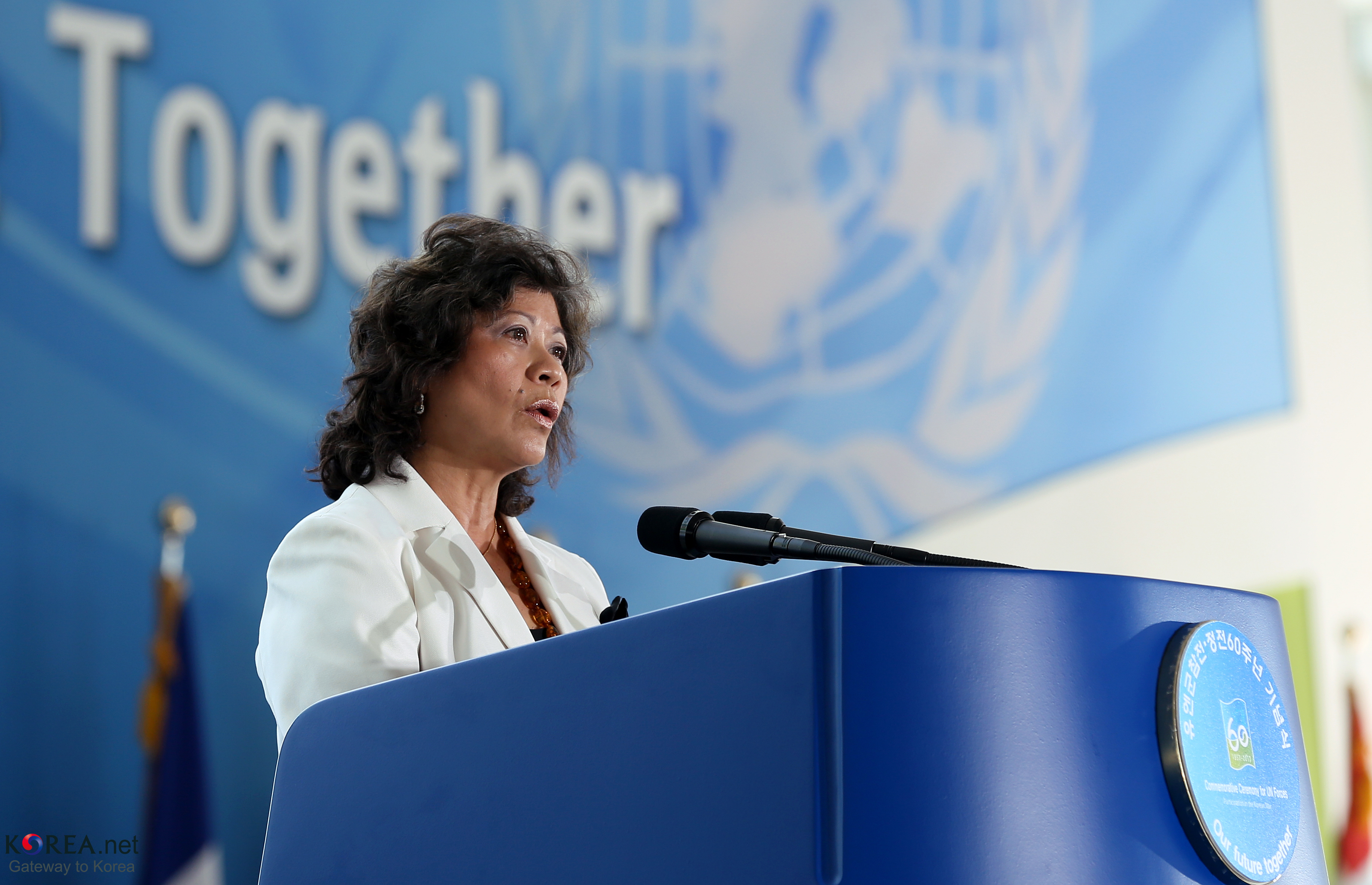
Noeleen Heyzer s'exprimant lors de la cérémonie du 60e anniversaire de l'armistice de la Guerre de Corée

Noeleen Heyzer (née le 26 avril 1948) est une spécialiste des sciences sociales, diplomate et fonctionnaire des Nations unies singapourienne. Elle est l'actuelle Envoyée spéciale des Nations unies pour le Myanmar, poste auquel elle a été nommée par le Secrétaire général des Nations unies António Guterres en octobre 2021.
De 2007 à 2015, Heyzer a été sous-secrétaire général des Nations unies et secrétaire exécutif de la Commission économique et sociale des Nations Unies pour l'Asie et le Pacifique (CESAP). Elle a été la première femme à occuper ce dernier poste depuis la création de l'ESCAP en 1947. Elle a également été conseillère spéciale du Secrétaire général des Nations unies pour le Timor-Leste (Timor oriental) de 2013 à 2015. À ce poste, elle travaillait à soutenir la consolidation de la paix, le renforcement de l'État et le développement durable. Heyzer a été directrice exécutive du Fonds de développement des Nations Unies pour la femme (UNIFEM) de 1994 à 2007. En 2005, elle a été nommée pour le prix Nobel de la paix en reconnaissance de sa lutte pour améliorer la vie des femmes, tout en promouvant toujours la paix et la justice.

## Éducation et reconnaissance
Né à Singapour d'un père eurasien et d'une mère chinoise, Heyzer est titulaire d'un Bachelor en Art (avec distinction) et d'un master de science de l'Université de Singapour. Elle a obtenu un doctorat en sciences sociales du Lucy Cavendish College de l'Université de Cambridge au Royaume-Uni.

## Carrière

### Fonds de développement des Nations Unies pour la Femme
Avant sa nomination à la CESAP, Heyzer était la première femme du Sud[pas clair] à prendre la tête du Fonds de développement des Nations unies pour la Femme (UNIFEM). Elle est devenue sa directrice exécutive la plus ancienne, servant à la barre pendant treize ans d'octobre 1994, à août 2007, et l'a transformée d'une petite entité, en une puissance de premier plan dans l'autonomisation des femmes et l'égalité des sexes.
Grâce à son leadership, UNIFEM a aidé plus de 100 pays, à formuler et à mettre en œuvre des lois et des politiques qui promeuvent la sécurité et les droits des femmes. Cela s'est traduit par la suppression des pratiques discriminatoires, des modifications des lois sur l'héritage pour les femmes, de meilleures conditions de travail pour les travailleurs migrants, la pleine participation des femmes à plusieurs négociations de paix et processus électoraux, notamment au Libéria, au Rwanda, au Burundi, en République démocratique du Congo et au Soudan du Sud ., et au Timor-Leste, et l'inclusion des femmes en tant que citoyennes à part entière dans la constitution de l'Afghanistan.
Heyzer a joué un rôle essentiel dans l'adoption et la mise en œuvre de la résolution historique 1325 (2000) du Conseil de sécurité des Nations unies sur les femmes, la paix et la sécurité,, en entreprenant de vastes missions dans les pays touchés par des conflits dans le monde entier. Elle était responsable de la création du Fonds d'affectation spéciale des Nations unies pour mettre fin à la violence à l'égard des femmes , et de la nomination de l'actrice Nicole Kidman comme ambassadrice de bonne volonté de l'UNIFEM pour faire campagne contre cette violence,. Elle a dirigé la restructuration d'UNIFEM pour maximiser la performance organisationnelle. En conséquence, UNIFEM a décuplé ses ressources, renforcé ses programmes, sa présence sur le terrain et sa direction d'équipe, et a plaidé avec succès pour que les questions concernant les femmes figurent parmi les priorités de l'ensemble du système des Nations unies,. Elle et son équipe ont joué un rôle déterminant dans la création d'ONU Femmes (le successeur d'UNIFEM) - pour s'assurer que les Nations unies auront toujours une voix institutionnelle forte pour les femmes à sa plus haute table de prise de décision.

### Commission économique et sociale des Nations Unies pour l'Asie et le Pacifique

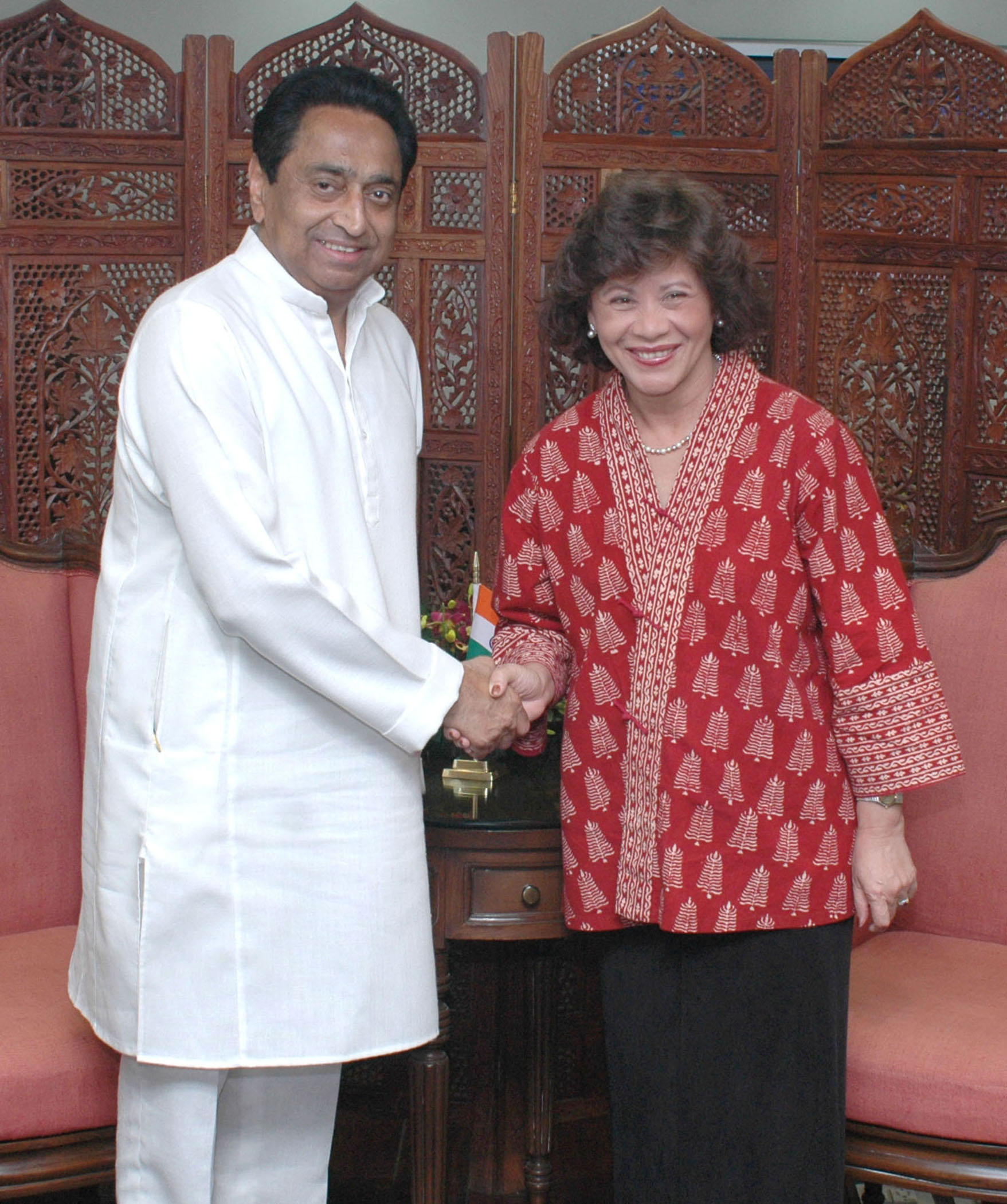
Heyzer rencontre Kamal Nath à New Delhi en 2008

En tant que Secrétaire exécutive de la Commission économique et sociale des Nations unies pour l'Asie et le Pacifique d'août 2007 à janvier 2014, elle a renforcé la capacité et l'efficacité de la CESAP pour soutenir les pays de la région, en utilisant ses pouvoirs de mobilisation et son autorité normative, une analyse rigoureuse, une assistance technique et politique pour jeter les bases économiques et sociales d'un développement inclusif et durable,. Elle a travaillé avec des dirigeants politiques et des décideurs clés dans 54 États membres pour façonner des programmes politiques régionaux pour la transition de l'Asie-Pacifique vers une prospérité durable et partagée, et a établi des mécanismes de coopération régionale pour faire face à la « nouvelle normalité » de la volatilité, comme la nourriture-carburant - crises financières et changement climatique. Elle s'est concentrée sur l'exploitation des opportunités de développement par le biais d'alliances et de partenariats multipartites pour soutenir les gains de développement, réduire la pauvreté et les inégalités, transformer la qualité de vie des gens.
Parmi les nombreuses réalisations importantes de la région, sous son mandat à la CESAP, figurent des accords intergouvernementaux novateurs sur un système régional de transport intermodal et de logistique, en particulier pour les pays en développement sans littoral; et des initiatives telles que la connectivité régionale, y compris l'assistance à la formulation du plan directeur de connectivité de l'ASEAN,,, l'exploration d'une autoroute de l'énergie Asie-Pacifique, une autoroute des TIC, et la négociation soutenant la nouvelle route de la soie pour le développement économique en Asie centrale,. D'autres étapes importantes sont les plans d'action régionaux sur les politiques socio-économiques inclusives et la protection sociale, ; le renforcement des statistiques de l'état civil et de l'état civil, ;  financement et technologie pour un avenir inclusif et vert ; le renforcement des capacités productives des pays les moins avancés et la sécurité de l'emploi dans les communautés vulnérables ; l'autonomisation des femmes et des jeunes. Elle était également responsable de la mise en place des travaux de la CESAP sur la résilience aux catastrophes d'origine humaine et naturelle, et la gestion de l'eau, de l'énergie et des ressources naturelles, en particulier pour les petits États insulaires, les pays les moins avancés et les pays enclavés.

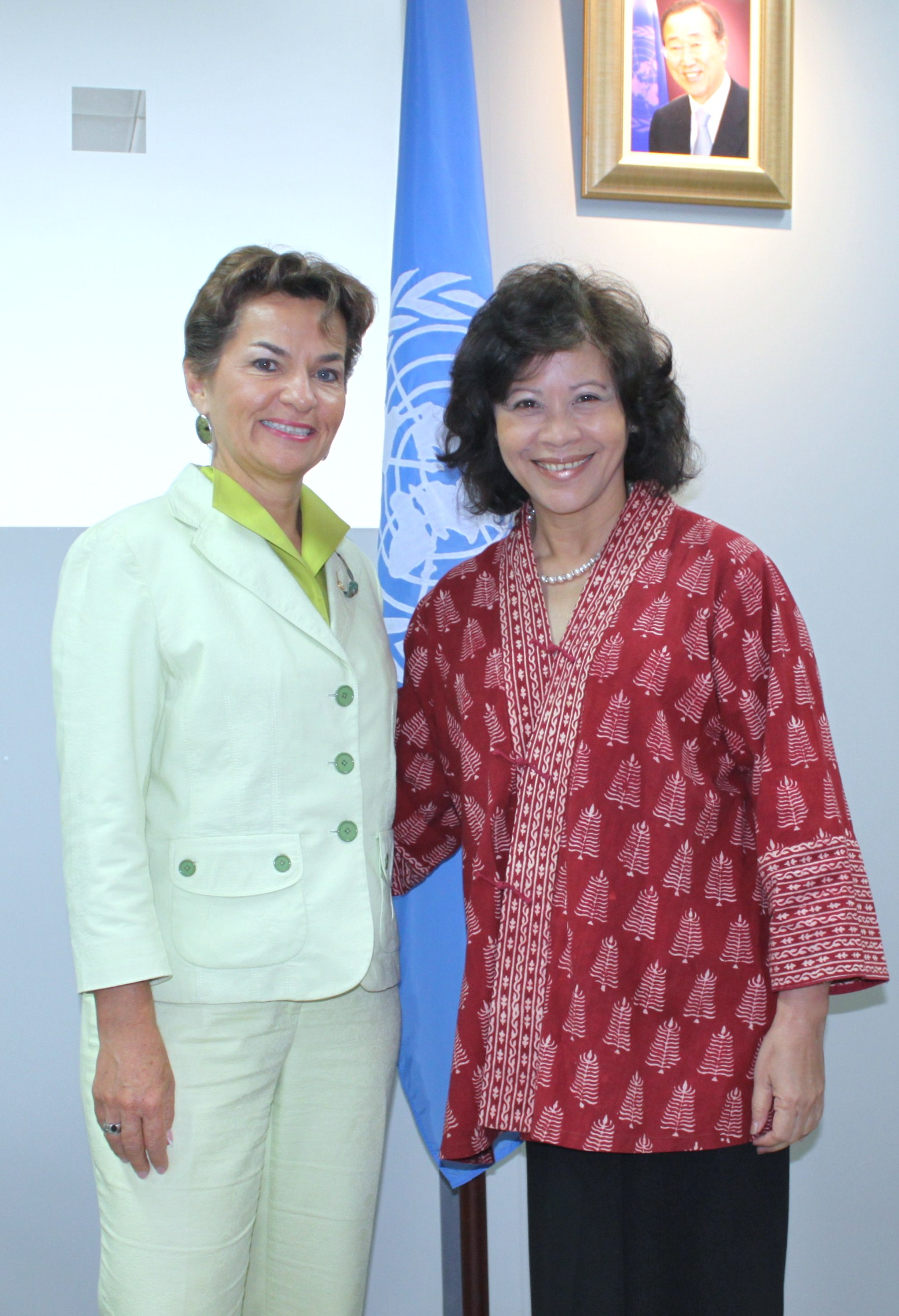
Heyzer avec Christiana Figueres aux pourparlers sur le changement climatique de Bangkok en 2012

En 2009, Heyzer a mené un dialogue sans précédent avec les dirigeants du Myanmar sur le développement et la réduction de la pauvreté, ce qui a conduit le gouvernement du Myanmar à demander la formation d'un partenariat de développement qui a permis aux praticiens et à d'éminents universitaires internationaux, tels que l'économiste du prix Nobel Joseph Stiglitz, et des chercheurs locaux pour échanger des expériences et des idées avec des agences gouvernementales et la société civile. Cela a été considéré par beaucoup comme contribuant à catalyser l'ouverture du pays de son ancien isolement. En 2008, elle a également travaillé en étroite collaboration avec l'ANASE, le gouvernement du Myanmar et l'ONU dans le cadre des efforts de rétablissement pour aider les personnes touchées par le cyclone dans le delta de l'Ayeyarwady.

### Envoyé spécial pour le Myanmar
En octobre 2021, Heyzer a été nommé par le secrétaire général des Nations unies, António Guterres, en tant qu'envoyé spécial du secrétaire général (SESG) pour le Myanmar, succédant à Christine Schraner Burgener,.
Controverse sur l'interview de l'CNA
Heyzer a provoqué la controverse lors d'un entretien avec CNA le 31 janvier 2022, lors de la discussion de la résolution de la crise en cours à la suite du coup d'État de 2021 au Myanmar et des manifestations qui ont suivi. Interrogé sur la possibilité d'un partage du pouvoir entre le Conseil d'administration de l'État (la junte militaire mise en place par la Tatmadaw après le coup d'État) et le gouvernement démocratiquement élu - une idée fermement combattue par le peuple du Myanmar - Heyzer a répondu : "Le fait est que nous devons lancer un processus [de négociation de paix]. Et vous ne pouvez pas venir immédiatement avec la solution ultime de ce que vous voulez. L'armée est aux commandes en ce moment particulier et quelque chose doit être réglé. Cela pourrait être un processus », a-t-elle déclaré,.
En réponse à l'interview, une déclaration commune rejetant "la proposition [de Heyzer] selon laquelle ceux qui défient l'armée doivent négocier un partage du pouvoir comme solution à la crise politique, humanitaire et des droits de l'homme actuelle créée par la junte militaire terroriste" a été publiée le 2 février et signée par 247 organisations de la société civile (OSC) régionales, internationales et birmanes, dirigées par Progressive Voice, la Ligue des femmes de Birmanie et l'Union des jeunes de l'État Karenni. S'adressant directement à Heyzer, la déclaration a poursuivi en disant : « Si l'envoyée spéciale est véritablement engagée dans un "processus dirigé par le Myanmar" et s'engage "directement avec et écoute[ant] attentivement tous ceux qui sont touchés par la crise en cours", elle doit comprendre les causes profondes de la crise actuelle et écouter véritablement les appels du peuple du Myanmar. Leurs appels ont été clairs. L'armée ne doit jamais régner." La déclaration a été cosignée par 79 OSC après sa publication,.
Dans une déclaration publiée aux médias le 3 février, le Bureau de l'Envoyé spécial du Secrétaire général pour le Myanmar a déclaré que les paroles de Heyzer avaient été mal interprétées et qu'elle n'avait « jamais proposé le partage du pouvoir comme option et a toujours plaidé en faveur d'un processus dirigé par le Myanmar. qui reflète la volonté et les besoins du peuple, comme en témoignent les élections de 2020. » 
Travaux ultérieurs
Dans les mois qui ont suivi l'entretien controversé, Heyzer a eu de nombreux contacts avec des représentants d'organisations de la société civile (OSC) du Myanmar et de réseaux humanitaires locaux. La première de ces réunions a eu lieu le 21 février 2022 et comprenait des représentants de vingt OSC. Les représentants ont réitéré les points soulevés dans la déclaration commune et ont souligné que la crise n'était pas entre une entité politique - telle que la Ligue nationale pour la démocratie (NLD) ou le gouvernement d'unité nationale (NUG) - et la junte, mais plutôt "la junte organisant une guerre contre la nation et commettant des violences et des atrocités contre le peuple. » 
En avril 2022, Heyzer a rencontré neuf représentants de la société civile et a discuté, entre autres sujets, de son engagement prévu sur la question des femmes, de la paix et de la sécurité (WPS) et de sa proposition de visite au Myanmar dans un proche avenir, dont les dates n'avaient pas finalisé au moment de la réunion, mais qui devait avoir lieu plus tard en avril. Le porte-parole adjoint du Secrétaire général Farhan Haq a réitéré l'intention de Heyzer de se rendre au Myanmar lors du briefing quotidien du 27 avril, mais a noté qu'aucune date n'avait été officialisée.
L'autorisation pour Heyzer de se rendre au Myanmar a été demandée en janvier 2022 au plus tard  et elle a reçu l'approbation générale en avril  mais n'a pas obtenu les autorisations nécessaires pour son séjour ni pour les personnes qu'elle pourrait rencontrer - ce que les Nations unies a continué d'insister sur la nécessité d'inclure diverses parties et pas seulement des représentants du Conseil d'administration de l'État (SAC). As of June 2022  , elle n'a pas été autorisée à se rendre dans le pays.
Le 3 mai 2022, Heyzer a publié une déclaration avant la réunion consultative sur l'assistance humanitaire de l'ASEAN au Myanmar, une conférence clé de l'Association des nations de l'Asie du Sud-Est (ASEAN) concernant le déploiement de l'aide au Myanmar, prévue le 6 mai à Phnom Penh. Cambodge. Prévue pour assister à la réunion en tant que représentante des Nations unies, la déclaration officielle de Heyzer a défini ses priorités pour la réunion et a souligné les sentiments exprimés par les représentants des OSC et des réseaux humanitaires locaux lors de ses rencontres avec eux au cours des mois précédents, soulignant : « il y a un nécessité du respect le plus strict du droit international humanitaire et des principes humanitaires ; l'aide humanitaire urgente ne doit pas être instrumentalisée à des fins politiques ; l'infrastructure militaire ne doit pas être légitimée par l'acheminement de l'aide ; et il est nécessaire non seulement d'accroître le financement des donateurs, mais aussi de flexibilité pour soutenir les acteurs et les réseaux humanitaires locaux. Elle a en outre appelé la communauté internationale dans son ensemble, et les nations de l'ANASE en particulier, à « engager activement les femmes à répondre pleinement aux besoins humanitaires et de protection du peuple [du Myanmar] et à amplifier leurs voix pour une future union fédérale démocratique de paix »., la stabilité et la prospérité partagée." 
Le 5 mai 2022, Heyzer a participé à une réunion virtuelle avec le ministre de l'Union des affaires humanitaires et de la gestion des catastrophes du NUG Win Myat Aye et le personnel du ministère impliqué dans les activités humanitaires. Ce faisant, elle est devenue la première émissaire internationale à s'engager publiquement avec le gouvernement d'unité nationale (NUG). Selon le Conseil consultatif spécial pour le Myanmar (SAC-M) et les parlementaires de l'ASEAN pour les droits de l'homme, Heyzer a ensuite été désinvitée à la réunion consultative sur l'assistance humanitaire de l'ASEAN au Myanmar (6 mai) après que sa participation ait été bloquée par la junte, représentée par le SAC Ministre de la Coopération Internationale Ko Ko Hlaing . Concernant l'exclusion de Heyzer, le ministre malaisien des Affaires étrangères, Saifuddin Abdullah, a tweeté : "Nous ne devrions pas permettre à [la junte] de dicter qui inviter à des réunions connexes." 
En tant qu'envoyé spécial, Heyzer a participé à une session spéciale du 19e Dialogue Shangri-La de l'Institut international d'études stratégiques (IISS) intitulée "Myanmar : trouver une voie à suivre" aux côtés des co-panélistes du ministre malaisien des Affaires étrangères Saifuddin Abdullah, du président thaïlandais Représentant du ministre des Affaires étrangères au Myanmar Pornpimol Kanchanalak et conseiller du département d'État américain Derek Chollet le 11 juin 2022. Dans son allocution à la session, elle a souligné "l'urgence d'une réponse internationale cohérente fondée sur l'unité régionale" et a insisté sur le fait qu'il fallait faire davantage pour soutenir les réseaux locaux et renforcer la résilience communautaire. Concluant sa déclaration, Heyzer a observé : « Le peuple du Myanmar a changé, il y a une nouvelle dynamique. Les jeunes ont créé une solidarité qui a pu aller au-delà de l'ethnicité et de la religion, et il y a une plus grande discussion sur l'inclusivité et le type d'avenir qu'ils veulent." ,
Deux jours plus tard, le 13 juin 2022, Heyzer a informé l'Assemblée générale des Nations unies par vidéoconférence sur le statut du Myanmar. Dans sa terrible évaluation, elle a observé que "[l]es violences militaires, y compris contre des manifestants pacifiques, n'ont fait que s'intensifier depuis [le coup d'État a commencé le] 1er février 2021"  et la crise politique qui s'est ensuivie « a ouvert les lignes de front qui était depuis longtemps en paix. » 
Concernant les prochaines élections générales au Myanmar, proposées par la junte pour 2023, Heyzer a déclaré : « En ce qui concerne le peuple, à moins qu'une élection ne soit inclusive et qu'il n'y ait aucune crainte dans l'expression de leur volonté politique, il n'y aura pas la légitimité qui permettra au gouvernement de revenir à un régime civil. En d'autres termes, ce sera le déclencheur de nouvelles violences." 

## Autres activités
Heyzer a siégé à de nombreux conseils d'administration et comités consultatifs d'organisations internationales, notamment le Rapport sur le développement humain du PNUD, le Groupe de personnalités éminentes du PNUD sur le commerce et le développement durable, le Groupe de personnalités éminentes du Sud du G77, le Groupe de personnalités éminentes de la Banque asiatique de développement., Distinguished Fellow du Fung Global Institute, et Conseil d'administration de l'Université nationale de Singapour. Elle a été membre fondatrice de plusieurs réseaux internationaux de femmes et présidente du Groupe consultatif du Consortium sur l'autonomisation des femmes dans les contextes musulmans : Genre, pauvreté et démocratisation de l'intérieur vers l'extérieur. Elle faisait partie de la Commission de haut niveau du Commonwealth sur le respect et la compréhension présidée par le prix Nobel Prof. Amartya Sen,. Elle a été membre du jury du prix de l'innovation de la secrétaire d'État américaine Hillary Clinton pour l'autonomisation des femmes et des filles, 2010. Le Dr Heyzer a également conseillé des partenaires du secteur privé tels que Macy's, CISCO et le Fonds d'investissement Calvert pour fournir des emplois de grande valeur et un accès au marché aux femmes et aux jeunes dans les zones de conflit et de catastrophe ainsi que dans les États arabes, établissant de nouvelles normes. pour un investissement éthique.
Elle est Lee Kong Chian Distinguished Fellow à l'École des sciences sociales de l'Université de gestion de Singapour.

## Prix et distinctions
Heyzer a reçu de nombreux prix et récompenses, notamment :
- Hall of Fame, Singapour, mars 2014
- Prix Aletta Jacobs (2014), Université de Groningue
- Plaque de reconnaissance lors de la Journée mondiale de l'alimentation, 2013, Organisation des Nations Unies pour l'alimentation et l'agriculture
- Eminent Alumni Award, 2011, Université nationale de Singapour - première femme à être ainsi honorée
- Médaille Dag Hammarskjöld, 2004 [62],[63] - décernée à "une personne qui a promu, dans l'action et l'esprit, les valeurs qui ont inspiré Dag Hammarskjöld en tant que Secrétaire général des Nations unies et plus généralement dans sa vie : compassion, humanisme et engagement en faveur de la solidarité et de la coopération internationales.
- Prix de la femme de l'année, 2008, Singapore Press Holdings
- Prix du Sommet mondial des femmes pour le leadership mondial des femmes, 2005, Sommet mondial sur les femmes au Mexique.
- Prix de la tolérance mondiale pour le service humanitaire, 2000, Amis des Nations unies